# Potamal
Potamal – strefa rzeki obejmująca jej nizinny odcinek wyróżniona na podstawie zasiedlających ją zespołów organizmów. W profilu podłużnym cieków hydrobiolodzy wyróżniają krenal (strefa źródliskowa), rhitral (lub ritral) – strefa strumienia oraz strefę rzeki czyli potamal. Zespół organizmów zasiedlających potamal to potamon. Nazwy te są również stosowane wymiennie.
W obrębie potamalu wyróżnia się trzy strefy:
- epipotamal – górny (wciąż jednak nizinny) odcinek rzeki, poniżej hyporhitralu
- metapotamal – środkowy odcinek rzeki,
- hypopotamal – dolny odcinek rzeki.

Strefy te wyróżnił Joachim Illies na podstawie dominujących zespołów widelnic, lecz odpowiadają one podziałom również przeprowadzonym według innych kryteriów hydrobiologicznych – epipotamal odpowiada krainie brzany, metapotamal – leszcza, a hypopotamal to strefa wód słonawych, pod wpływem wód morskich (kraina jazgarza).